# First Four Ships
Die First Four Ships waren vier Segelschiffe, die 1850 von der Canterbury Association zum Transport der ersten englischen Siedler in die Region Canterbury in Neuseeland gechartert wurden.  Als solche spielen sie eine wichtige Rolle in der Siedlungsgeschichte der Region um Christchurch.

## Hintergrund der Reise

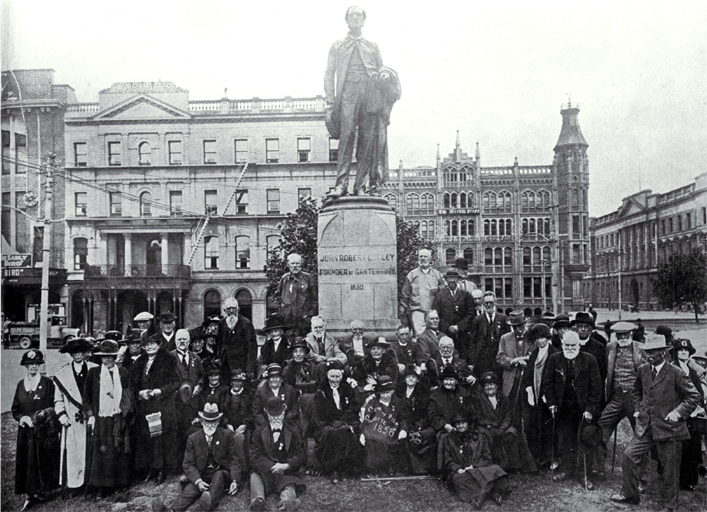
Überlebende der ersten sechs Siedlerschiffe feiern ihren 75. Jahrestag in Christchurch (Godley Statue, 1925)

Der Kolonisierungstheoretiker Edward Gibbon Wakefield und der aus Irland stammende John Robert Godley waren die treibenden Kräfte in den Kolonisierungsbemühungen der Canterbury Association, einem Ableger der New Zealand Company. Beide wollten in dem von Māori bewohnten Gebiet des heutigen Wairarapa, das sich auf der Nordinsel von Neuseeland befindet, eine geplante englische Enklave besiedeln. Um das Vorhaben realisieren zu können, wurde am 27. März 1848 im Haus 41 Charing Cross in London die Canterbury Association gegründet. In der Gründungsversammlung wurde eine Entschließung herausgegeben, in der festgelegt wurde, dass der Name des besiedelten Gebietes „Canterbury“ und der Name ihrer Hauptstadt „Christchurch“ sein sollte.

## Vorbereitungen
Die Canterbury Association schickte als leitenden Vermesser und Führer einer Vorausabteilung Kapitän Joseph Thomas nach Neuseeland. Mit seinen zwei Assistenten Thomas Cass und Charles Torlesse, einem Neffen von Edward Gibbon Wakefield, sollten sie das Gelände für die Besiedlung aussuchen, vermessen und für eine Besiedlung vorbereiten. Am 2. November 1848 trafen sie auf der Bernicia reisend in New Plymouth ein. Das Schiff hatte Wairarapa zum Ziel. Als die Bernicia einen Zwischenstopp in Nelson einlegte, erfuhr Thomas von Siedlern von unerforschten Ebenen nördlich und westlich der Banks Peninsula. Das Interesse des Vermessers war geweckt und so beschloss er nach Wellington weiterzureisen. Dort schrieb Thomas an Bischof Selwyn, dass er beabsichtige, nach Port Cooper (dem heutigen Lyttelton) zu fahren, um das Gebiet untersuchen zu können. Die drei Landvermesser, der gerade neu ernannte Hauptagent der New Zealand Company, William Fox und fünf Vermessungshelfer kamen im Dezember auf dem Kutter Fly in Port Cooper an. Eine kurze, aber eingehende Erkundung der Ebenen führte zu der Gewissheit, einen idealen Platz für ihre Siedlung namens Canterbury gefunden zu haben.
Auf Thomas’ Vorschlag beschlossen der damalige Gouverneur George Grey und Bischof Selwyn, die Siedlung dort und nicht in der Wairarapa anzulegen. Godley, Thomas und ihre Helfer begannen, Baracken und andere Infrastruktur für die Einwanderer im heutigen Port Cooper (Lyttelton) und im neu gegründeten Christchurch anzulegen.
Port Cooper war nach den Eigentümern der in Sydney angesiedelten Walfang- und Handelsfirma Cooper & Levy benannt worden. Gerüchte, dass Port Cooper und Port Levy die Namen von zwei nach Australien deportieren Sträflingen trugen, schien der Canterbury Association unangebracht. Thomas wurde instruiert, sie nach der britischen Königin und ihrem Mann „Port Victoria“ und „Port Albert“ umzubenennen. Thomas beschloss jedoch, Port Cooper in Lyttelton nach Lord Lyttelton, einem Mitglied der Canterbury Association, umzubenennen. Port Levy behielt seinen Namen.

## Reise
Vor der Abreise nach Neuseeland wurde ein öffentliches Bankett und Ball für die Familien ausgerichtet, die vermögend genug waren, in Neuseeland Land zu kaufen. Am 30. September fand zusätzlich ein Gottesdienst in der St Paul’s Cathedral für die sogenannten „Pilger“ statt. Vier Schiffe verließen im September Plymouth:  die Randolph, die Cressy, die Sir George Seymour und die Charlotte Jane.
Die „Kolonisten“ reisten in ihren Kabinen in relativem Luxus. Unter ihnen waren die Männer mit ihren Familien, die Geld genug hatten, sich Land in der neuen Kolonie zu kaufen. Einige dieser Familien sind bis heute in Christchurch bedeutsam. Die „Emigranten“, unter ihnen Farmarbeiter, Tagelöhner und Händler, reisten im Laderaum, einige arbeiteten auch an Bord für ihre Reise. Die Kabinenpassagiere zahlten £42, billigere Kojen gab es für £25, die Passagiere im Laderaum zahlten £15. Auf den vier Schiffen befanden sich zusammen 790 Passagiere. Weitere 60 arbeiteten die Passage als Besatzung an Bord ab oder desertierten nach der Ankunft aus der Mannschaft. Die Charlotte Jane hatte etwa 154 Passagiere, die Randolph 217, die Cressy 155 und die Sir George Seymour 227. Genaue Zahlen sind nicht bekannt, da Kleinkinder nicht gezählt wurden und die Passagierliste und die Liste des Schiffsarztes verschiedene Zahlen nennen. Beide Gruppen von Auswanderer waren gläubige Anglikaner, die ausgewählt worden waren, eine Gemeinde auf Grundlage religiöser Werte aufzubauen. Auf jedem Schiff reiste ein Kaplan, ein Arzt und ein Schulmeister. Mit in der Fracht befand sich eine Druckerpresse, eine Bibliothek mit 2000 Büchern, eine Kirchenorgel und mehrere zerlegte Fertighäuser.
Als erstes Schiff landete die Charlotte-Jane am Morgen des 16. Dezember 1850 im Lyttelton Harbour.  Die Randolph folgte am Nachmittag.  Die Sir George Seymour kam am 17. Dezember, die Cressy erst am 27. Dezember, da ihr Vormast südlich von Cape of Good Hope verloren gegangen war. Gouverneur George Grey reiste in der Sloop HMS Fly die Küste hinunter, um die Neuankömmlinge begrüßen zu können. Doch reiste er mit seiner Frau schon vor Ankunft der Cressy wieder ab. John Robert Godley war ebenfalls in Lyttelton, um die Siedler zu treffen.
Die Namen der ersten Siedler kann heute noch einer Marmortafel auf dem Cathedral Square in Christchurch entnommen werden.